# Ешлі Мак-Айвор
Ешлі Мак-Айвор (англ. Ashleigh McIvor, 15 вересня 1983) — канадська фристайлістка, спеціалістка із скікросу, олімпійська чемпіонка.
Ешлі Мак-Айвор розпочала змагатися на етапах Кубка світу в 2003. Вже на перших своїх змаганнях вона зайняла друге місце. За свою кар'єру вона брала участь в чотирьох зимових X-іграх. Її найвищий результат в цих змаганнях — срібна медаль на X-іграх 2010. В 2009 Мак-Айвор виграла чемпіонат світу, що проходив у Івасіро, Японія.
На Олімпіаді у Ванкувері скікрос уперше увійшов до програми олімпійських змагань. Ешлі стала першою олімпійською чемпіонкою у своєму виді спорту.